# Rodaggio matrimoniale
Rodaggio matrimoniale (Period of Adjustment) è un film del 1962 diretto da George Roy Hill, candidato ad un Premio Oscar e due Golden Globes.

## Trama
Basato su A Period of Adjustment, pièce di Tennessee Williams andata in scena a Broadway il 31 agosto 1961, il film racconta le vicende comiche di una coppia neosposata in luna di miele.

## Produzione
Il film fu prodotto dalla Marten Pictures.

## Distribuzione
Il copyright del film, richiesto dalla Marten Productions, fu registrato l'11 ottobre 1962 con il numero LP23324. Distribuito dalla Metro-Goldwyn-Mayer (MGM), il film uscì nelle sale cinematografiche USA presentato in prima a New York il 31 ottobre 1962 con il titolo originale Period of Adjustment.

## Riconoscimenti[3]
- 1963 - Premio Oscar
  - Candidatura alla Miglior scenografia
- 1963 - Golden Globe
  - Candidatura al Miglior film commedia o musicale
  - Candidatura alla Miglior attrice in un film commedia o musicale a Jane Fonda